# Kamakarahatti, Belgaum
Kamakarahatti là một làng thuộc tehsil Belgaum, huyện Belgaum, bang Karnataka, Ấn Độ.